# Lodní doprava na Brněnské přehradě
Dopravní podnik města Brna (DPMB) provozuje od roku 1946 po celé délce Brněnské přehrady elektrickou lodní dopravu. Lodě plují v rozšířené letní sezóně, od konce dubna zhruba do konce října, z přístaviště v Brně-Bystrci do zastávky Veverská Bítýška, nacházející se u stejnojmenného města (avšak stále na území Brna) na konci vzdutí nádrže.

## Historie

### 1937–1949: Počátky lodní dopravy

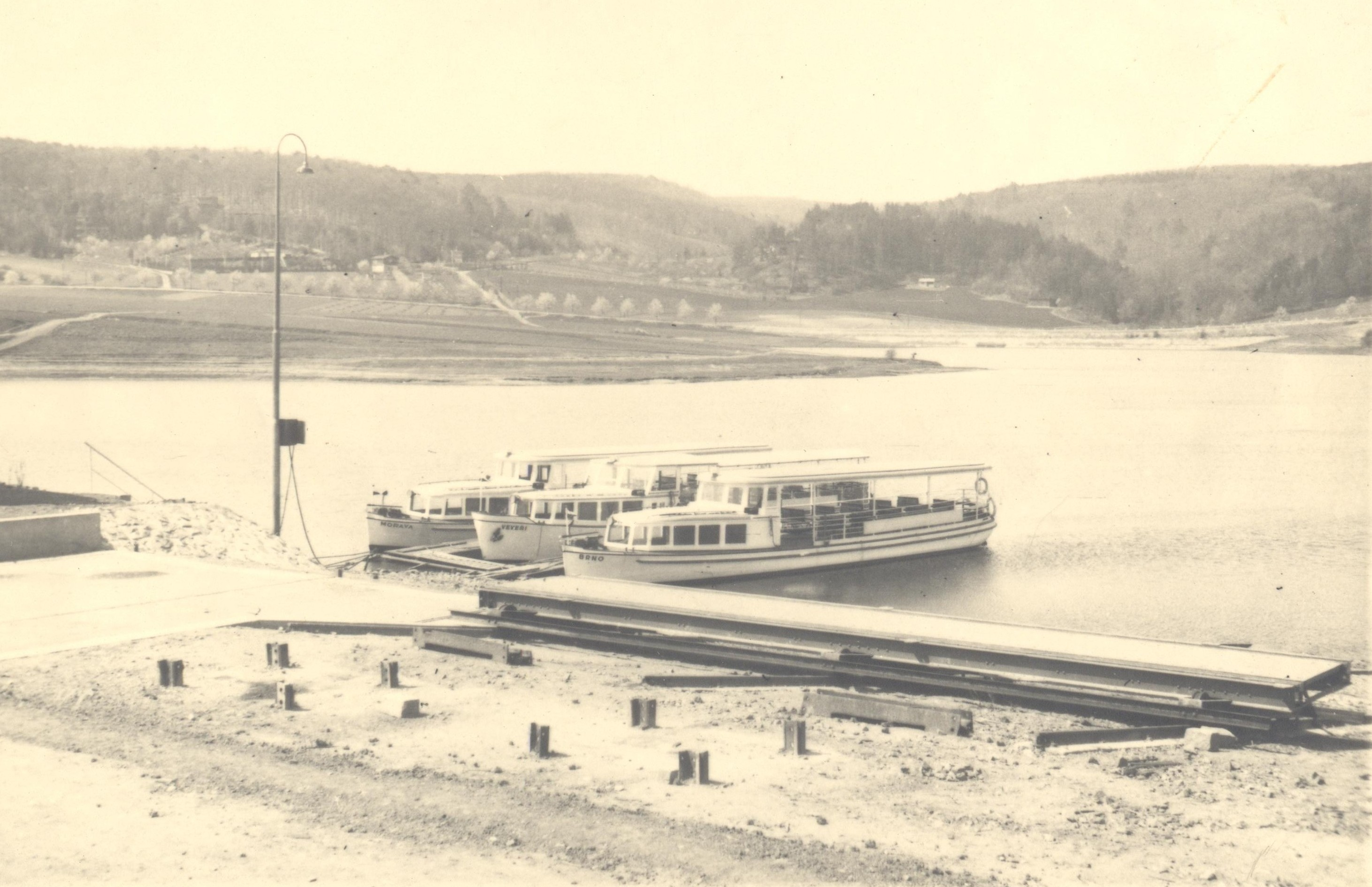
Původní lodě Morava, Veveří a Brno v roce 1948 v Bystrci

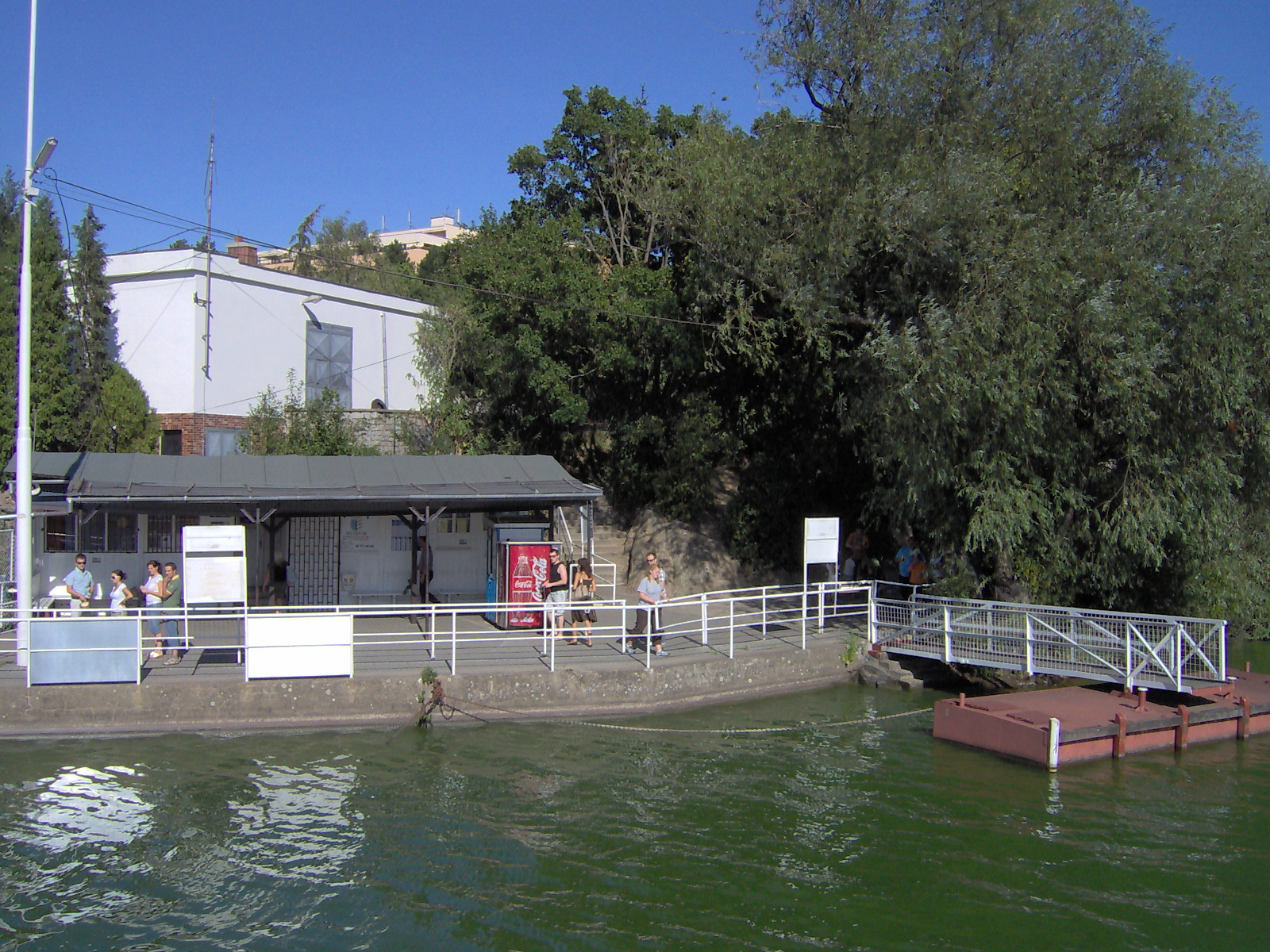
Přístaviště Bystrc v roce 2008. Malá dřevěná odbavovací budova je „provizoriem“ z roku 1947.

O rekreační lodní dopravě se uvažovalo již v době výstavby přehrady ve druhé polovině třicátých let 20. století. O koncesi zažádalo město Brno v roce 1937, tedy v době kdy výstavba přehrady teprve začínala. Koncese byla vydána v roce 1940 a město ji postoupilo Společnosti brněnských pouličních drah jakožto provozovateli městské hromadné dopravy. Kvůli vypuknutí druhé světové války však veškeré aktivity ohledně lodní dopravy na (tehdy) Kníničské přehradě ustaly (název Brněnská přehrada se začal používat až v roce 1959). Došlo ale k objednání dvou lodí. Ty byly i přes obtíže spojené s válečnými událostmi zřejmě v roce 1943 vyrobeny a převezeny z Königswinteru na Rýně (poblíž Bonnu) do Brna, kde byly provizorně uskladněny v tramvajové vozovně Pisárky. Na konci války, v roce 1945, neznámí žháři (zřejmě ustupující němečtí vojáci) zapálili celou pisáreckou vozovnu. Shořelo v ní mnoho tramvajových vozů, obě lodě ale požár přežily, i když jedna z nich byla dost poškozena.
Na začátku roku 1946 byla Brnu znovu udělena koncese pro provoz lodní dopravy. Obě lodě byly na jaře důkladně opraveny a převezeny do bystrckého přístaviště. Slavnostní zahájení provozu lodní dopravy na Brněnské přehradě se konalo 5. května 1946. Lodě, poháněné elektricky pomocí akumulátorů, obdržely jména Brno a Morava. Důvodem pro použití elektrického pohonu byl nedostatek kapalných pohonných hmot v poválečných letech. K dispozici byl také malý člun se spalovacím motorem, jenž dostal jméno Svratka. Obě velké lodě se pravidelně plavily mezi přístavištěm v Bystrci a hradem Veveří; mezi konečnými bylo šest nácestných zastávek, trasa měřila 6,3 km. Člun Svratka byl využíván pro přepravu malých skupin, pro velkou poruchovost byl ale často mimo provoz. Zájem o přepravu loděmi byl obrovský, do konce sezóny bylo převezeno 128 351 cestujících.
V dalším roce, 1947, došlo v bystrckém přístavišti ke stavbě dřevěného hangáru, který původně sloužil v Líšni vojenským účelům. Tím dostaly lodě základní zázemí pro přezimování mezi plavebními sezónami. Taktéž byla poblíž postavena restaurace a dřevěná budova sloužící pro odbavení lodí (původně provizorium, sloužila ale až do roku 2011). V srpnu téhož roku byla slavnostně pokřtěna a spuštěna na vodu již třetí loď. Veveří, jak bylo plavidlo pojmenováno, bylo téměř shodné konstrukce jako obě „válečné“ lodě. Trup byl ale vyroben firmou Adolf Špirk, Praha Smíchov, nástavbu provedli pracovníci dopravního podniku v nově postaveném dřevěném hangáru.
Roku 1948 došlo ke zvýšení zájmu návštěvníků přehrady o svezení jednou z lodí. V květnu byla totiž zprovozněna tramvajová trať z Komína do Bystrce (konečná zastávka ležela na levém břehu Svratky). Proto došlo k objednání další lodě u pražské firmy Špirk. Zatímco obě předchozí lodě měly stanoviště kapitána v jedné rovině s cestujícími (kapacitně šlo o malé lodě, plavidlo dokázalo přepravit přibližně 100 osob), nová loď měla mít kormidelnu vyvýšenou nad střechu paluby pro cestující. Také rozměry byly zvětšeny, takže kapacita se zvedla přibližně na dvojnásobek. Trup lodi Úderník byl vyroben v Praze, nástavbu opět provedli pracovníci v hangáru v bystrckém přístavišti. Nové plavidlo bylo spuštěno na vodu v červnu 1949. Na konci roku 1948 došlo ještě k prodloužení plavební dráhy do dnešní zastávky Skály (tehdy Mečkov), následujícího roku byla dráha prodloužena ještě do Veverské Bítýšky k mostu (na konec vzdutí přehrady). Celková délka tak dosáhla 9,3 km, plavba jedním směrem trvala 67 minut.

### 1950–1961: Stavba vlastních lodí a velký zájem o lodní dopravu

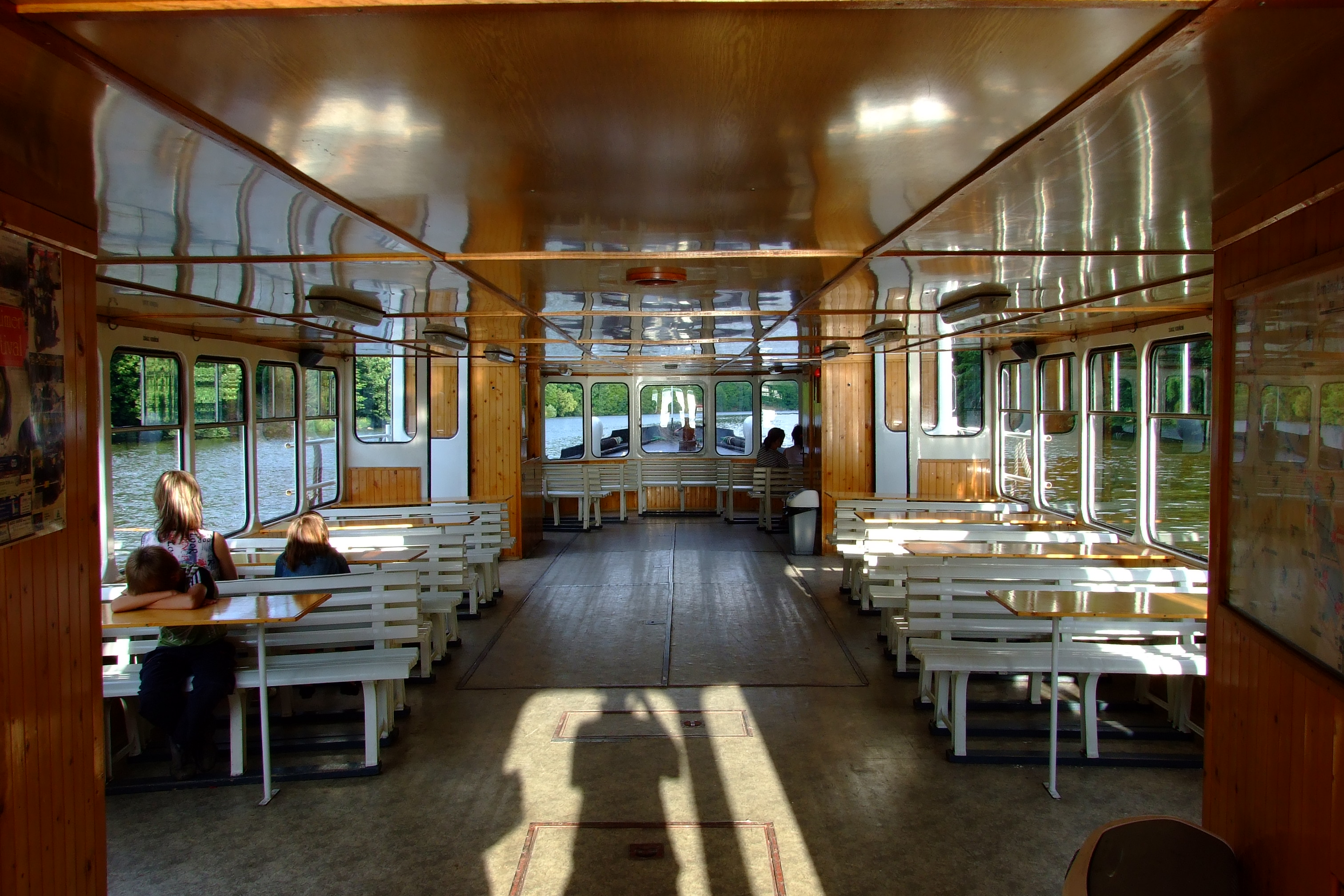
Interiér lodě Bratislava vyrobené v roce 1956

V dubnu 1950 byla spuštěna na vodu Brněnské přehrady první loď, která byla vyrobena kompletně v bystrcké loděnici (dřevěném hangáru). Stejně jako v případě Úderníku šlo o loď střední velikosti. Plavidlo bylo pokřtěno jménem Pionýr.
Obrovský zájem Brňanů o přehradu byl příčinou přeplňování lodí zejména v hlavní plavební sezóně. Protože ani stav pěti lodí (malý a nespolehlivý člun Svratka neměl prakticky žádnou přepravní hodnotu) nepostačoval, bylo rozhodnuto postavit další plavidlo. Podle plánů Pionýra byla postavena shodná loď střední velikosti, která se od Pionýra lišila pouze v detailech. Poprvé byla spuštěna na vodu v dubnu 1952 a obdržela jméno Mír.
Pro zvládnutí náporu cestujících došlo ke stavbě další, tentokrát již dvoupalubové lodi (další lodě vyrobené v bystrcké loděnici byly již pouze se dvěma palubami). Nová loď, spuštěná na vodu přibližně o rok později než Mír (konkrétně v červenci 1953), se pyšnila jménem Praha. Trup širší o dva metry než předchozí lodě střední velikosti a horní, takzvaná sluneční paluba navýšily kapacitu plavidla o přibližně 150 cestujících. Celkem se tedy touto lodí mohlo přepravit 350 osob.
Výroba vlastních dvoupalubových lodí v loděnici pokračovala. V červenci 1955 byla spuštěna na vodu loď Moskva. V květnu 1956 byla zprovozněna loď Bratislava, která byla (obdobně jako v případě lodí Pionýr a Mír) téměř identickým dvojčetem Moskvy. Poslední dvoupalubová loď, vyrobená pro Brněnskou přehradu, byla spuštěna na vodu v září 1961. Plavidlo obdrželo jméno Kyjev.
Mezitím došlo k vyřazení nejstarších lodí. V roce 1955 byla malá loď Veveří odprodána národnímu podniku Pramen. Předtím ještě byla v loděnici přestavěna na plovoucí prodejnu. Jako bezejmenná loď sloužila na Brněnské přehradě zřejmě do roku 1962, poté byla odprodána na slovenskou Oravskou přehradu. Kolem roku 1955 byl také vyřazen člun Svratka, který se v posledních letech používal již pouze ke služebním účelům. V roce 1961 došlo k vyřazení jedné ze dvou původních malých lodí, Moravy. Ta byla následně odprodána na Vranovskou přehradu.
V průběhu 50. let 20. století se po Brněnské přehradě také plavily lodě národního podniku Pramen. Ty křižovaly v letní sezóně nádrž a při zastávkách u břehů si rekreanti mohli koupit občerstvení.

### 1962–1977: Stagnace lodní dopravy
V roce 1962, tedy v době 17. plavební sezóny, měl Dopravní podnik města Brna k dispozici 8 lodí. Čtyři velké dvoupalubové, tři střední a jednu malou. Průměrné staří lodního parku dosahovalo 9,5 roku.
Roku 1963 došlo na Rakovci poblíž přehrady ke stavbě měnírny pro tramvajovou trať. Nabíjecí zařízení pro lodní akumulátory tak mohlo být přemístěno z dřevěných hangárů do nové zděné budovy a s areálem lodní dopravy bylo spojeno kabelem.
Od poloviny 50. let postupně ubývali brněnské lodní dopravě cestující. Historický rekord v počtu přepravených osob za rok drží rok 1956, kdy lodě převezly 848 192 osob. O rok později to bylo 813 042 cestujících, v roce 1962 764 924 osob, o 10 let později dokonce pouze 350 618 cestujících. Důvodem zřejmě byla možnost pořízení si chaty, automobilu, či dovolené v zahraničí (Jugoslávie, Bulharsko). Proto bylo přikročeno k redukci počtu lodí. V roce 1968 byla na Vranovskou přehradu odprodána druhá původní loď, Brno. Téhož roku byla odstavena loď Úderník, která následujících téměř 20 let stála na břehu bez využití a chátrala.
Během 70. let 20. století k žádné výrazné změně v lodní dopravě na Brněnské přehradě nedošlo. Jedinou malou změnou bylo v roce 1974 uskutečněné přejmenování dvou zastávek (Krnovec → Mečkov, původní Mečkov → Skály).

### 1978–1995: Období stavby areálu a rekonstrukcí lodí

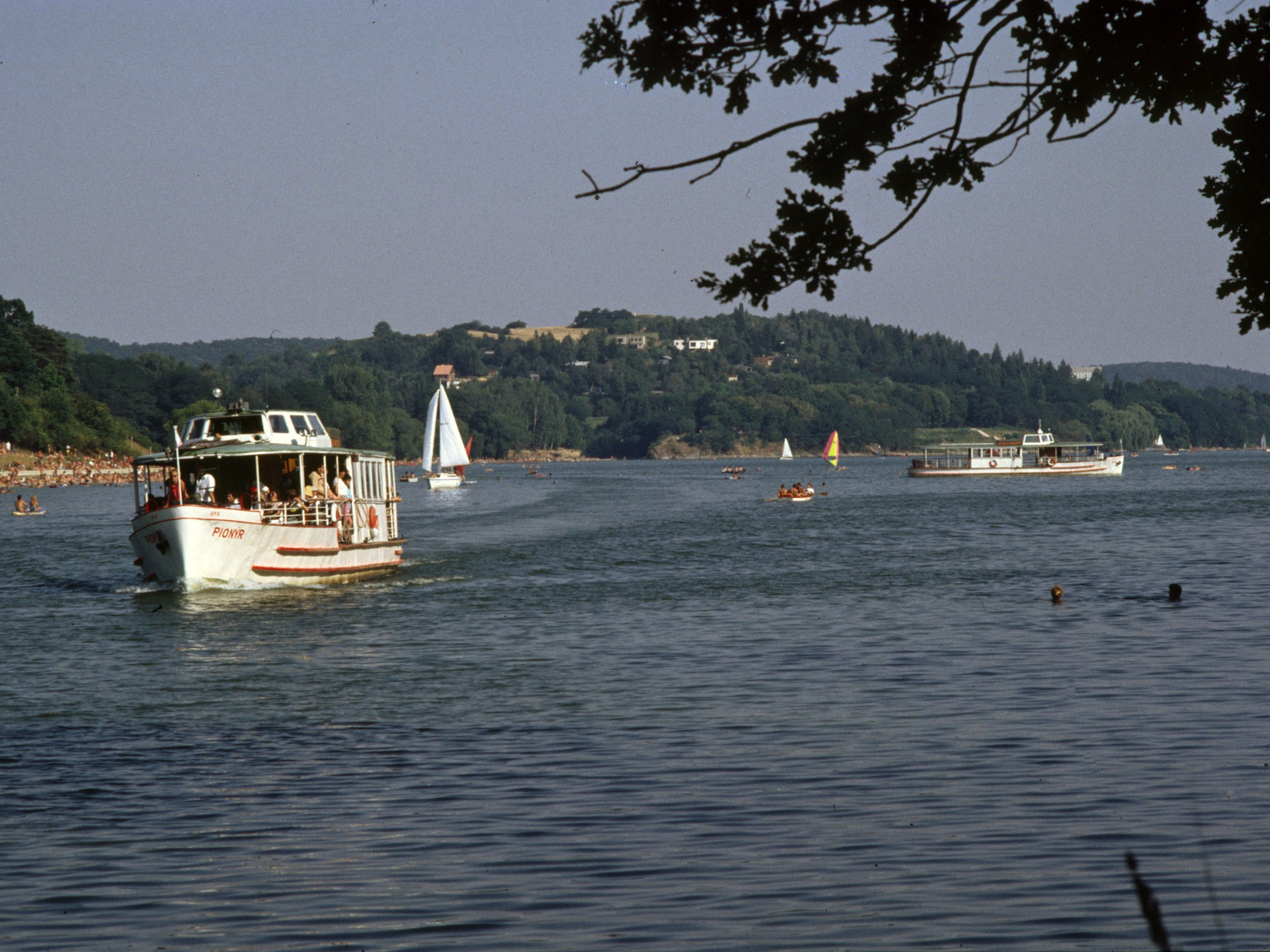
Lodě Pionýr a Mír (v pozadí) v roce 1990

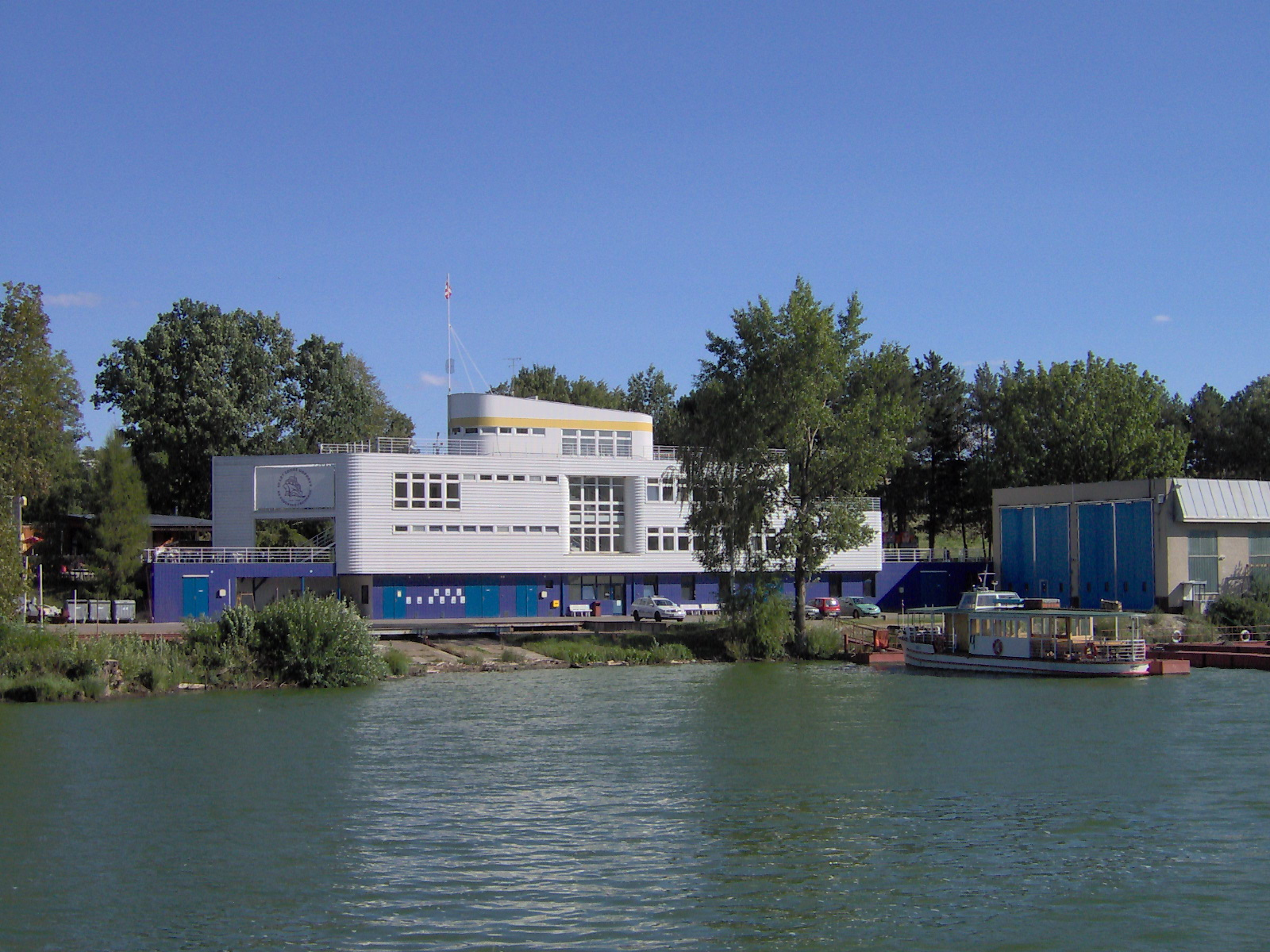
Správní budova ve tvaru lodi, vpravo hangár pro lodě

V roce 1978 byla zahájena přestavba areálu celého bystrckého přístaviště. Dřevěný, více než 30 let starý hangár byl nahrazen v letech 1978–1980 zděným hangárem s dílnami, kancelářemi a sociálním zařízením. V letech 1982–1984 pak byla k této novostavbě přistavěna další budova pro přezimování dalších dvou lodí. Z velkého plánu tak byly realizovány dva objekty, sice provozně nejdůležitější, ovšem pro běžného cestujícího bezvýznamné.
V 80. letech 20. století dosáhla většina velkých, dvoupalubových lodí stáří 30 let. Uvažovalo se o koupi nových plavidel z NDR se spalovacím motorem, nakonec však bylo rozhodnuto o zachování elektrického pohonu a postupné rekonstrukci všech lodí.
První modernizovanou lodí se stala loď Moskva. Její rekonstrukce probíhala v letech 1980 a 1981. Původní nástavba byla zachována, vyměněna byla pouze kormidelna. V letech 1983 a 1984 došlo k totální rekonstrukci lodě Praha. Na původním trupu byla postavena zcela nová nástavba včetně moderní kormidelny. Rozsahem stejná modernizace proběhla u lodi Bratislava v letech 1984 až 1986. V letech 1988 a 1989 byla zcela zrenovována loď Úderník. Z tohoto plavidla, které se od roku 1968 nevyužívalo, zůstal po dvacetileté odstávce na břehu prakticky pouze trup. Na konci 80. let proto došlo k opravě trupu a ke stavbě zcela nové nástavby. Loď již neměla být určena pro pravidelný linkový provoz, ale pro různé soukromé akce, večírky, konference, atd. Došlo také z přejmenování této lodě na Brno (již druhé obsazení tohoto jména). Tato salónní loď byla poprvé spuštěna na vodu v září 1989. Poslední nerekonstruovanou dvoupalubovou lodí byl Kyjev. Toto plavidlo bylo modernizováno v letech 1990–1992, opět z původní lodě zůstal pouze trup, nástavba byla postavena nová. Zároveň došlo k přejmenování této lodě na Veveří (druhé obsazení). Třetí, a poslední přejmenování se uskutečnilo ještě téhož roku, kdy byla loď Moskva přejmenována na Dallas.
Od roku 1992 jsou zavedeny dva plavební okruhy: velký a malý. Velký okruh vede po celé přehradě z Bystrce do Veverské Bítýšky. Některé spoje (především v letních měsících) jsou v provozu pouze na malém okruhu v trase Bystrc – Rokle.
Na konci plavební sezóny 1992 byl při neodborné manipulaci poškozen trup lodě Mír. Původně bylo rozhodnuto o opravě, ovšem vzhledem ke stavebním aktivitám v bystrckém přístavišti a napnutému rozpočtu se tak nestalo. Loď byla odstavena na venkovním prostranství v areálu lodní dopravy a 13 let chátrala. Roku 1997 byla dokonce převezena do hangáru, započata byla také rekonstrukce; práce ale byly brzy zastaveny. V roce 2000 se uvažovalo o prodeji salónní lodi Brno, utržené peníze měly být použity pro opravu Míru. K této akci ale nedošlo. V srpnu 2005 bylo torzo lodi opět přepraveno do hangáru, Státní plavební správa ovšem shledala trup nezpůsobilý k opravě, čímž veškeré naděje skončily. Nástavba začala být rozebírána, trup byl sešrotován.
Velké stavební akce se bystrcké přístaviště dočkalo v letech 1994 a 1995. Tehdy byla postavena ocelová provozně-správní budova. Objekt, který svým tvarem a barevným řešením připomíná loď, navrhl architekt Pavel Šrubař. Nový projekt také počítal s dalšími objekty (vyhlídková terasa, odbavovací prostor s pokladnami a třemi nástupišti), ty však nebyly realizovány.

### Od roku 1995: Přelom století a obměna flotily

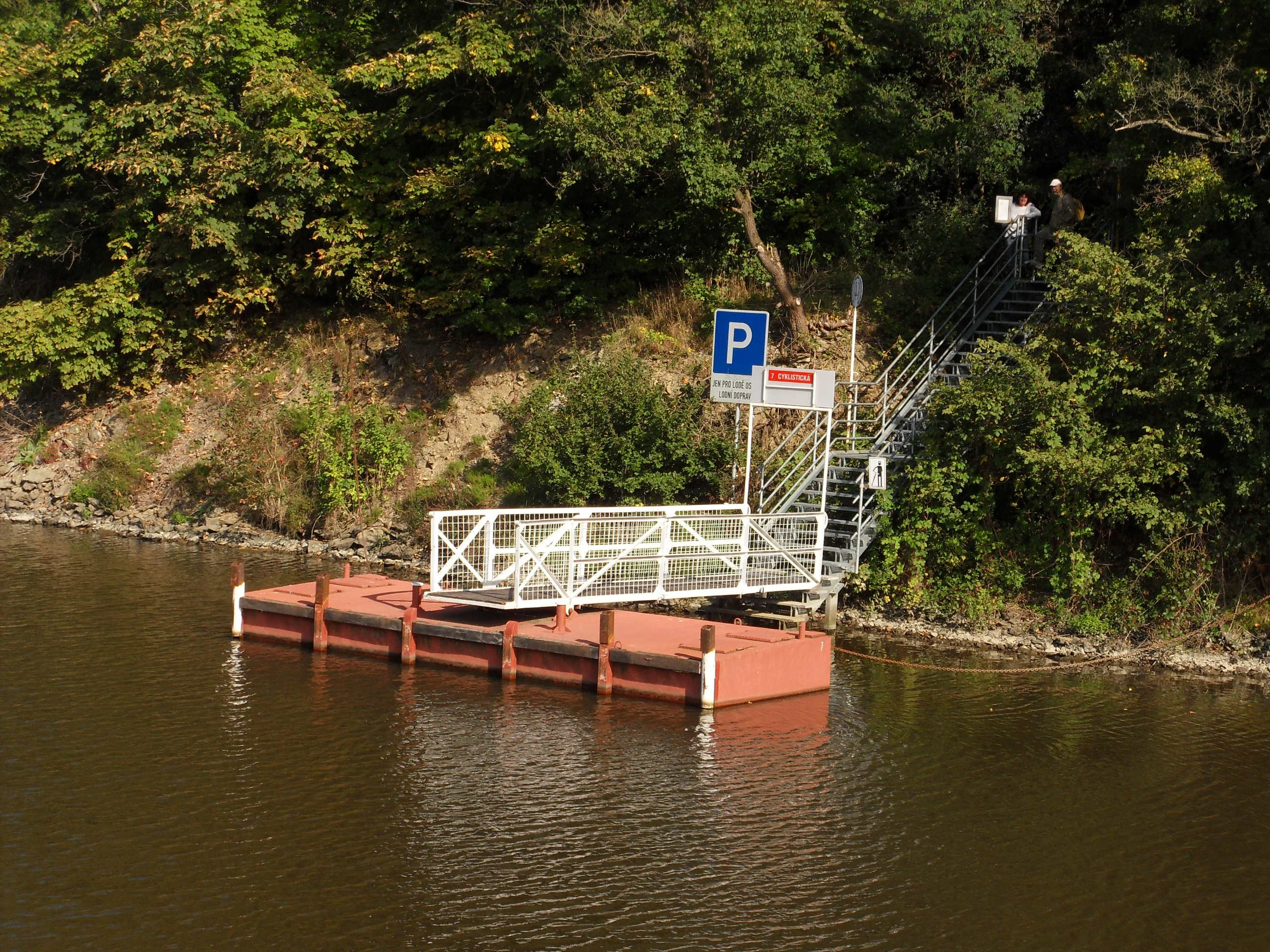
Zastávka Pod Trnůvkou (dříve Cyklistická) zřízená v roce 2004

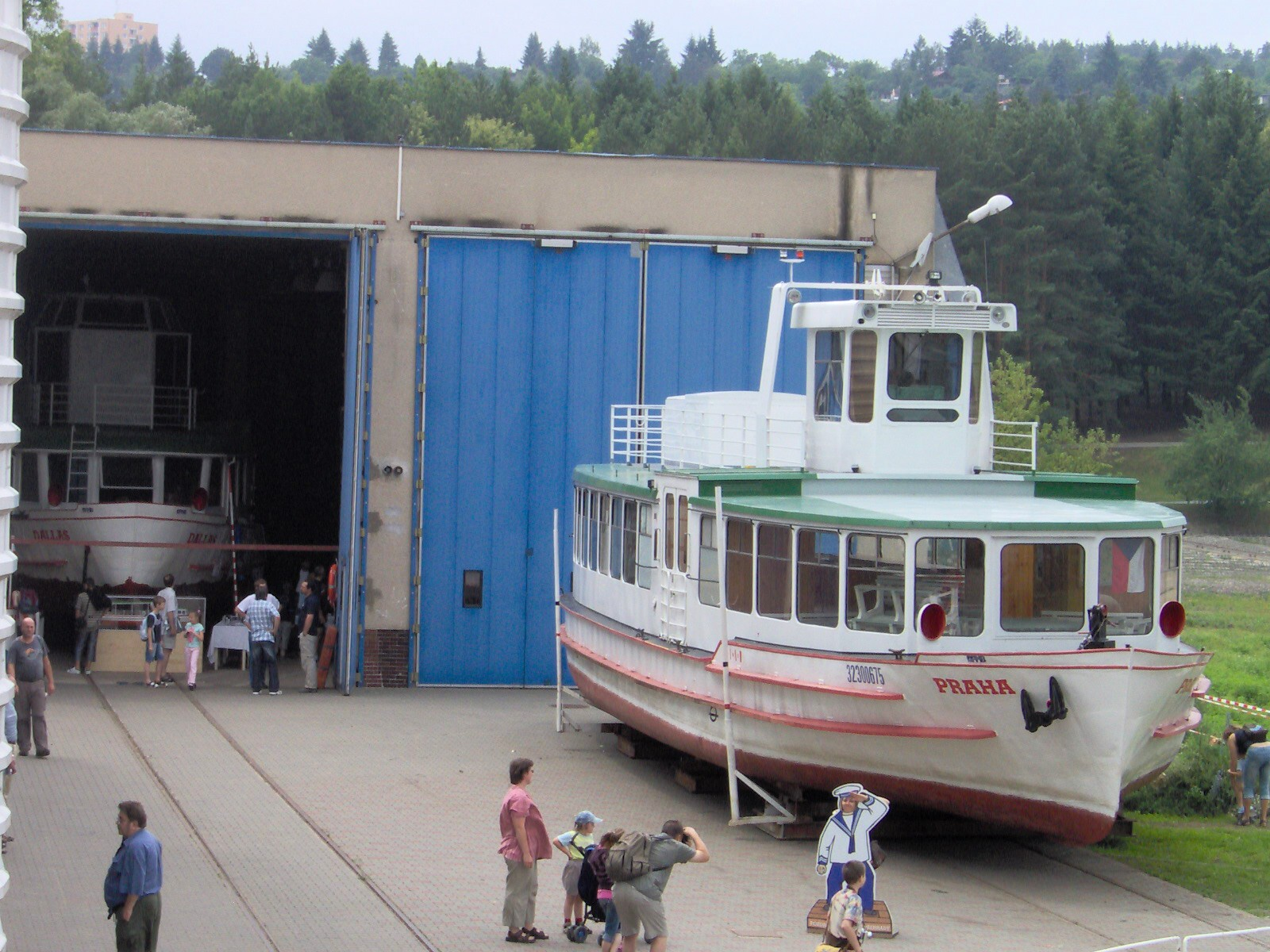
Den otevřených dveří v areálu DPMB v roce 2009

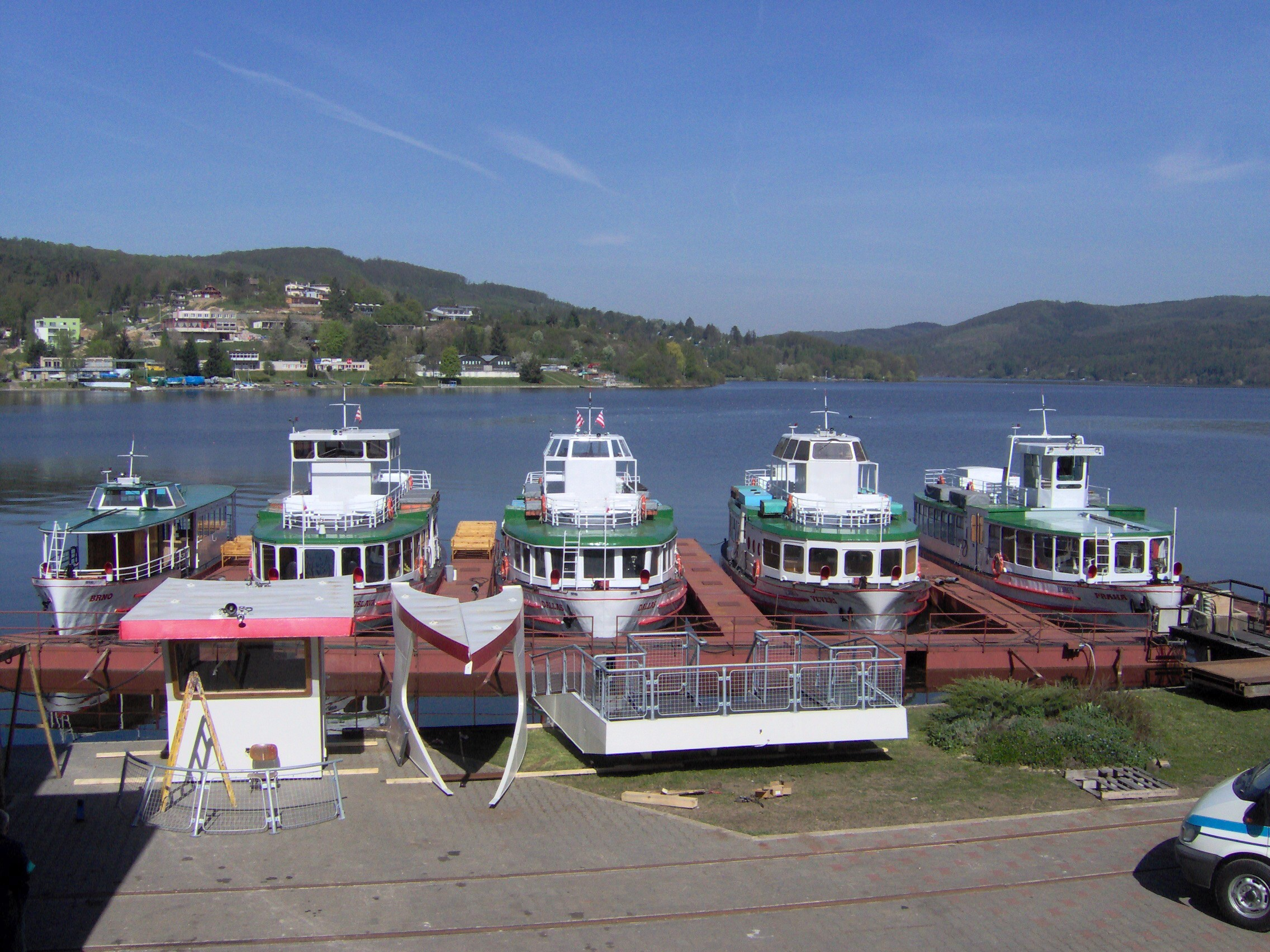
Lodní flotila v roce 2010 ve služebním přístavišti v Bystrci

Na rozdíl od jiných nádrží s lodní dopravou (Slapy, Vranov), nepostihl Brněnskou přehradu v první polovině 90. let obrovský úbytek cestujících. Během druhé poloviny desetiletí se ale v nádrži začaly ve velkém množství objevovat sinice. I přes nemožnost koupání se ale zájem o lodní dopravu na Brněnské přehradě nijak rapidně nezmenšil. Každoročně lodě přepravily sice méně osob (minimum v roce 1997: 147 369, což je nejhorší výsledek v historii vyjma prvního roku přepravy), v roce 2000 se ale úbytek cestujících zastavil a od té doby počet zájemců o přepravu každoročně, až na výjimky, narůstal. V plavební sezóně 2007 dokonce dosáhl počet přepravených osob téměř 230 000, roku 2012 bylo přepraveno 222 tisíc cestujících.
V roce 2003 bylo přikročeno k první změně umístění zastávek od roku 1949. Ve velké mezeře na pravém břehu přehrady, mezi přístavišti Kozí horka a Rokle, byla postavena zastávka U Kotvy. Lodě tak přibližně rok pravidelně křižovaly nádrž z levé strany na pravou až po zastávku Rokle. O rok později, 2004, došlo ke zrušení přístaviště Zouvalka. Smyslem této zastávky bylo zpřístupnění levého břehu přehrady. Most pod hradem Veveří byl zničen na konci druhé světové války, nová lávka pro pěší vznikla právě v roce 2004. V témže roce bylo také zrušeno málo využívané přístaviště Obora, přičemž téměř naproti, na levém břehu, vznikla nová zastávka Cyklistická (od plavební sezóny 2020 přejmenováno na Pod Trnůvkou). Od té doby se plavební dráha již nezměnila, lodě tak pravidelně křižují nádrž až po zastávku Hrad Veveří.
V roce 2006 oslavila lodní doprava na Brněnské přehradě své 60. výročí. Už předchozího roku však začala totální rekonstrukce téměř nevyužívané salónní lodě Brno. Z lodě (již podruhé) zbyl pouze trup a byla vyrobena zcela nová nástavba, obdobná jako na lodi Pionýr. Rovněž byly využity některé díly z odstavené lodi Mír, která byla roku 2006 sešrotována. Křest a slavnostní spuštění modernizovaného Brna se konalo v rámci dne otevřených dveří v bystrckém areálu 6. května 2006.
Sezóna 2009 byla jako první od roku 1946 zcela vynechána z důvodu snížení hladiny kvůli zavápňování břehů přehrady. Jedinou akcí lodní dopravy pro veřejnost se stal den otevřených dveří v bystrcké loděnici pořádaný 27. června 2009, kdy návštěvníci měli možnost prohlédnout si všechny lodě vytažené na břehu či v hangáru.
Během roku 2009 došlo k výstavbě nové opěrné zdi se třemi nástupními můstky v bystrckém přístavišti; na tuto stavbu navázalo v následujícím roce vybudování technických sítí – rozvodů vody, elektroinstalace a kanalizace, což byla příprava pro stavbu budovy nové výpravny lodí se zázemím pro cestující. Tato nová výpravna za pět milionů Kč byla postavena na jaře 2011, k jejímu otevření došlo na konci června 2011. Na jaře 2012 byla zbořena původní dřevěná výpravní budova, kterou na jejím místě nahradilo dětské hřiště.
Na přelomu prvního a druhého desetiletí 21. století proběhla téměř kompletní obnova flotily Dopravního podniku města Brna za nové lodě od firmy Jesko CZ. Jako první byla na jaře 2010 odprodána vyřazená loď Pionýr z roku 1950 (její poslední plavba proběhla 4. října 2008). Při slavnostním zahájení nové plavební sezóny 8. května 2010 byla jako náhrada za něj spuštěna na vodu loď Lipsko vyrobená v letech 2009 a 2010. Dvě dvoupalubové lodě Praha a Bratislava vypluly naposledy 17. října 2010 v závěrečný den plavební sezóny, následně byly odstaveny a na začátku roku 2011 odprodány. V květnu téhož roku je nahradily dvě nové lodě Utrecht a Vídeň. Lodě Dallas a Veveří definitivně ukončily svůj provoz 16. října 2011, v prosinci téhož roku byly do Brna dodány poslední dvě nové lodě Dallas a Stuttgart. Ty byly po kompletaci slavnostně spuštěny na vodu na začátku následující plavební sezóny, v dubnu 2012. Veveří bylo odprodáno soukromé osobě, stará loď Dallas (původně Moskva) byla odstavena, přičemž je možné, že se z ní stane historické plavidlo. Od roku 2012 tak je v běžném provozu pět dvoupalubových lodí vyrobených v letech 2010–2012 a starší jednopalubové Brno, poslední z tradičních brněnských lodí, která byla v roce 2013 upravena vyklizením zadní otevřené paluby na loď vhodnou pro vozíčkáře a cyklisty.

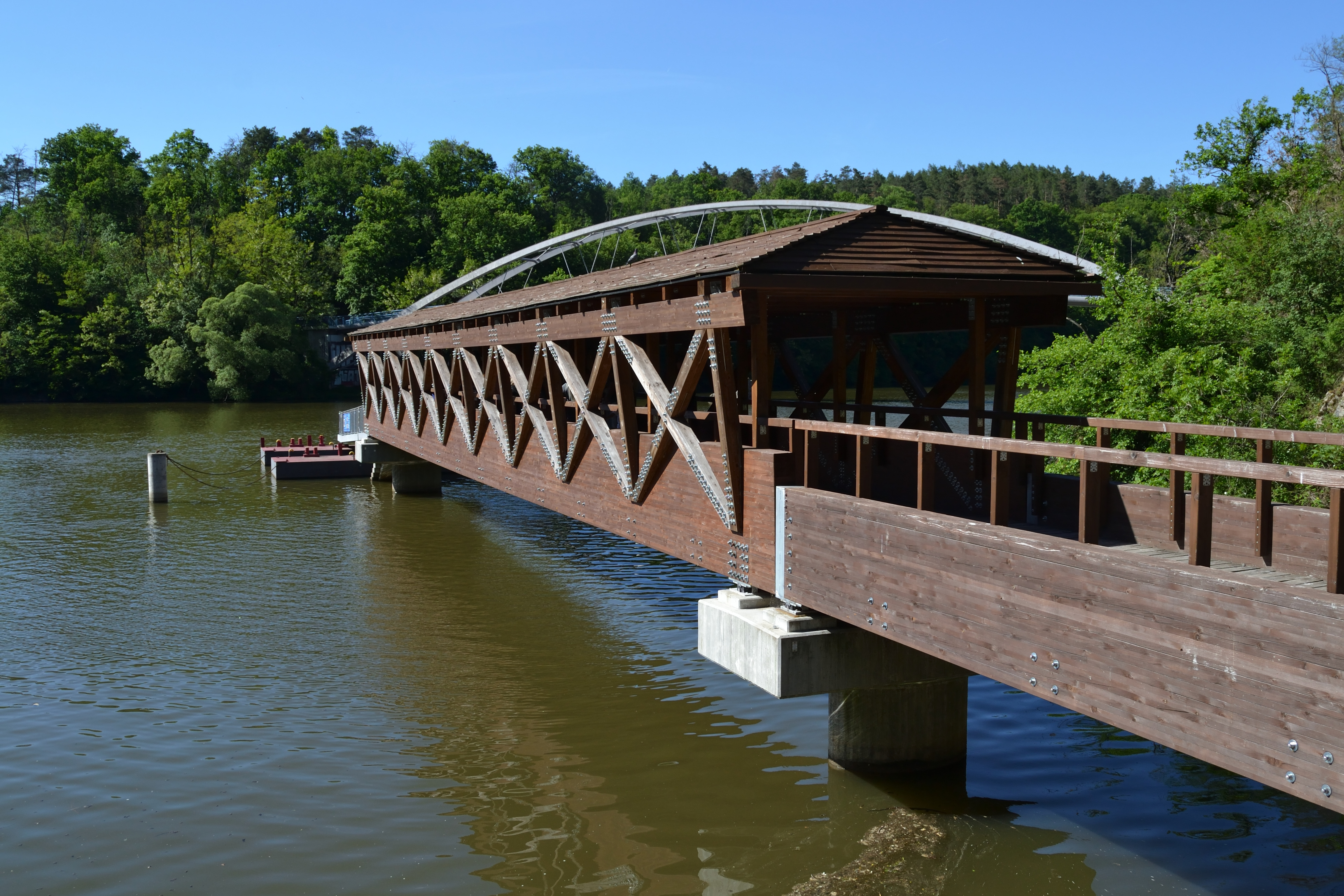
Zastávka Hrad Veveří, nově postavená v roce 2017

Ve vyřazeném Veveří, které bylo v roce 2012 umístěno na břeh přehrady u přístupu k bystrckému přístavišti, zřídil majitel kromě restaurace také muzeum lodní dopravy.
Na podzim 2013 mělo dojít k zahájení stavby nového přístaviště pod hradem Veveří, neboť to staré svým umístěním a přístupem nevyhovuje cyklistům, vozíčkářům ani kočárkům. Nová zastávka Hrad Veveří byla nakonec realizována na začátku roku 2017. Náklady na vybudování její dřevěné a částečně zastřešené lávky na betonových pilířích u ústí potoka Veverky přesáhly částku 10 milionů korun. Na jaře 2020 byla zprovozněna nová bezbariérová zastávka Sokolské koupaliště, umístěná poblíž stejnojmenné pláže, která nahradila stávající nevyhovující sousední zastávky Sokolské koupaliště a Osada. Do provozu byla v létě 2020 navrácena rekonstruovaná loď Morava (do roku 2011 provozovaná pod jménem Dallas, původně Moskva).

## Tarif v lodní dopravě
Na lodní dopravě provozované na Brněnské přehradě platí po celou dobu existence pásmový tarif. Zpočátku byla plavební dráha rozdělena na čtyři pásma (po prodloužení do Veverské Bítýšky na šest pásem), přičemž za jízdu v jednom pásmu platil cestující 2,50 Kčs (samozřejmě existovalo i zlevněné jízdné). Po měnové reformě v roce 1953 stála přeprava v rámci jednoho pásma 0,60 Kčs. Protože ale jízdné neodpovídalo reálným nákladům, zvýšila se cena od roku 1966 pro cestu v rámci jednoho pásma na 1,20 Kčs. Tento tarif platil na lodní dopravě až roku 1990.
V roce 1990 byla upravena nejen cena jízdného, ale i počet pásem, který byl zredukován na čtyři. Ale již následujícího roku byl tarif zcela přepracován. Jedno pásmo od té doby zahrnuje plavební úsek mezi sousedními zastávkami, čili celá nádrž je rozdělena 10 pásem. Za jízdu v jednom pásmu zaplatil cestující v té době 2 Kčs. Postupně bylo jízdné zvyšováno, v roce 1996 se poprvé objevilo zvýhodněné jízdné pro okružní plavbu z Bystrce do Rokle či do Veverské Bítýšky a zpět. Zároveň došlo k zavedení tzv. rodinného jízdného (pro dva dospělé a dvě děti). Od té doby se jízdné postupně zvyšovalo, v plavební sezóně 2007 činila cena jízdenky pro jeden plavební úsek 8 Kč, v roce 2013 to bylo 15 Kč.
Od roku 2004 je k dispozici i zvýhodněné okružní jízdné pro plavbu Bystrc – Hrad Veveří a zpět. Od stejného roku se datuje existence tzv. pojízdných vstupenek. Ty za zvýhodněnou cenu opravňují jejich držitele pro okružní plavbu lodí z Bystrce na hrad Veveří (a zpět), případně až do Veverské Bítýšky (a zpět), a pro vstup do vybraných expozic či atrakcí. Jako první byla roku 2004 zavedena pojízdná vstupenka zahrnující kromě plavby také vstup do brněnské zoologické zahrady, v následujícím roce pak pojízdná vstupenka na hrad Veveří. Později se objevily další varianty, díky kterým mohl cestující navštívit kasematy na Špilberku, zábavní park Permonium v Oslavanech, brněnské VIDA! science centrum či brněnský BRuNO family park. Počet spolupracujících institucí však byl na přelomu 10. a 20. let 21. století zredukován, takže v sezóně 2022 zůstaly pouze pojízdné vstupenky do zoo a do centra VIDA!.
Lodní doprava na Brněnské přehradě je součástí brněnského systému MHD i IDS JMK, má ale vlastní tarif. Držitelé předplatních jízdenek IDS JMK pro brněnské zóny 100 + 101 však mají nárok na 50% slevu.
Dne 12. října 2019 byly v době přibližně od 10 do 15 hodin vypravovány v úseku Bystrc, přístaviště – Kozí horka mimořádné spoje, které sloužily jako náhradní lodní doprava v době výluky na autobusové lince číslo 303. Na těchto spojích platil běžný tarif IDS JMK.

### Odbavování cestujících
Od roku 1946 až do roku 1988 byli cestující na lodích odbavováni průvodčím, který vydával jízdenky a kleštičkami na nich vyznačil potřebné údaje. Od roku 1988 se využívaly mechanické strojky Setright, známé především z linek autobusové dopravy tehdejší ČSAD. Tento typ odbavování vydržel 10 let, od roku 1998 se již výhradně používá elektronická pokladna, kterou na lodi ovládá průvodčí. Kromě toho funguje také klasická pokladna v hlavním přístavišti Bystrc.
Po zavedení tzv. pojízdných vstupenek jsou tyto vydávány (již předem vytištěné, prodávající doplní razítkem pouze datum) na pokladnách v bystrckém přístavišti, na hradě Veveří a v Zoo Brno.

## Lodní park
Poznámka: Tučně jsou vyznačeny lodě, které byly v roce 2025 na Brněnské přehradě v provozu.
| Snímek                     | Jméno      | Ev. č. | Rejstř. č.    | Provoz                      | Výrobce                                              | Poznámky |
| -------------------------- | ---------- | ------ | ------------- | --------------------------- | ---------------------------------------------------- | --- |
| Lodě Morava, Veveří a Brno | Brno       | –      | –             | 1946–1967                   | Jean Stauf, Königswinter                             | odprodána na Vranovskou přehradu                                                                                               |
| Lodě Morava, Veveří a Brno | Morava     | –      | –             | 1946–1961                   | Jean Stauf, Königswinter                             | odprodána na Vranovskou přehradu                                                                                               |
| Lodě Morava, Veveří a Brno | Veveří     | –      | –             | 1947–1955                   | Adolf Špirk, Praha Smíchov (trup), DPMB (nástavba)   | odprodána Pramenu |
|                            | Svratka    | –      | –             | 1946–1955 (?)               | ?                                                    | motorový člun, poslední roky byl využíván jako služební                                                                        |
| Loď Brno                   | Brno       | 4801   | 300674        | 1949–1967 1989–2004 od 2006 | Adolf Špirk, Praha Smíchov (trup) DPMB (3x nástavba) | 1949–1989 Úderník, 1967–1989 odstavena 1989–2004 salónní loď v letech 1989 a 2006 provedeny přestavby lodě                     |
| Loď Pionýr                 | Pionýr     | 4802   | 300677        | 1950–2008                   | DPMB                                                 | odprodána městské části Brno-jih a přelakována do modrobílého schématu, nové jméno Kometa                                      |
| Loď Mír                    | Mír        | 4803   | –             | 1952–1992                   | DPMB                                                 | 1992–2006 odstavena, poté sešrotována                                                                                          |
| Loď Praha                  | Praha      | 4804   | 300675        | 1953–2010                   | DPMB                                                 | odprodána Campu Bítov, bufet                                                                                                   |
| Loď Morava                 | Morava     | 4805   | 300679 304614 | 1955–2011 od 2020           | DPMB                                                 | 1955–1992 Moskva, 1992–2020 Dallas 2011–2020 odstavena, od 2013 kulturní památka                                               |
| Loď Bratislava             | Bratislava | 4806   | 300465        | 1956–2010                   | DPMB                                                 | odprodána sportovnímu klubu v Brně-Komíně, přelakována do modrobílého schématu, nové jméno Hroch (bistro ve sportovním areálu) |
| Loď Veveří                 | Veveří     | 4807   | 300676        | 1961–2011                   | DPMB                                                 | 1961–1993 Kyjev odprodána soukromé osobě, bufet u přístaviště Bystrc                                                           |
| Loď Lipsko                 | Lipsko     | 4823   | 303426        | od 2010                     | Jesko CZ, Hlavečník                                  | |
| Loď Utrecht                | Utrecht    | 4824   | 303738        | od 2011                     | Jesko CZ, Hlavečník                                  | |
| Loď Vídeň                  | Vídeň      | 4825   | 303737        | od 2011                     | Jesko CZ, Hlavečník                                  | |
| Loď Stuttgart              | Stuttgart  | 4826   | 303971        | od 2012                     | Jesko CZ, Hlavečník                                  | |
| Loď Dallas                 | Dallas     | 4827   | 303972        | od 2012                     | Jesko CZ, Hlavečník                                  | |

## Stavba lodí pro jiné provozovatele
V roce 1956 Státní plánovací komise v Praze rozhodla, že v bystrcké loděnici (čili v dřevěném hangáru) postaví Dopravní podnik města Brna dalších 12 lodí pro provozovatele lodní dopravy po celém Československu. Během 50. let se totiž v mohutném tempu stavěly velké přehradní nádrže, avšak lodě nebyly téměř k dispozici. Protože velké české loděnice měly pro státní hospodářství důležitější zakázky, bylo rozhodnuto, že se tato plavidla postaví v Brně, kde bylo do té doby postaveno pro Brněnskou přehradu již pět lodí a dvě nástavby pro dodaný trup. Mělo jít o lodě podobné konstrukce, jako byly brněnské dvoupalubové lodě, měly však být o pět metrů delší a o 1,2 m užší. Poháněny měly být dieselovými motory (na rozdíl od brněnských lodí poháněných elektromotorem). Realizováno bylo nakonec pouze pět lodí, přičemž první byla postavena již v roce 1956 a poslední roku 1959. Čtyři byly určeny pro Československou plavbu labsko-oderskou (ČSPLO, z toho tři pro Slapskou přehradu a jedna pro provoz v Praze na Vltavě) a jedna pro slovenský Dopravný podnik mesta Žiliny (DPMŽ) pro provoz na Oravské přehradě.
| Snímek      | Jméno   | Rejstř. č. | Původní provozovatel | Současný provozovatel                           | Provoz          | Poznámky                                                 |
| ----------- | ------- | ---------- | -------------------- | ----------------------------------------------- | --------------- | -------------------------------------------------------- |
| Loď Gladius | Gladius | 102544     | ČSPLO (nádrž Slapy)  | Gladius (Praha)                                 | od 1957         | 1957–1994 Družba                                         |
|             | Mír     | 100753     | ČSPLO (nádrž Slapy)  | VOLAREZA (nádrž Slapy)                          | od 1957         |                                                          |
| Loď Svoboda | Svoboda | –          | ČSPLO (nádrž Slapy)  | –                                               | 1958 – cca 2000 | od konce 90. let 20. století odstavena, 2014 sešrotována |
|             | Žilina  | –          | DPMŽ (nádrž Orava)   | –                                               | 1958–1989       | poté odstavena na břehu, po roce 2000 součást restaurace |
| Loď Malše   | Malše   | 101865     | ČSPLO (Praha)        | Českobudějovická plavební (Hluboká nad Vltavou) | od 1959         | 1959–1990 Solidarita                                     |